# Tenosius
Tenosius is een geslacht van wantsen uit de familie van de Alydidae (Kromsprietwantsen). Het geslacht werd voor het eerst wetenschappelijk beschreven door Stål in 1860.

## Soorten
Het genus bevat de volgende soorten:

- Tenosius capicola Stål, 1873
- Tenosius deserti Göllner-Scheiding, 2000
- Tenosius proletarius (Schaum, 1853)